# Nantou
Nantou (mandarín pīnyīn: Nántóu Shì; Hokkien POJ: Lâm-tâu-chhī) es una ciudad-condado localizada en el noroeste del condado de Nantou, Taiwán. Se encuentra entre las montañas Bagua y el río Maoluo y es la sede del condado de Nantou. La autopista Nº 3 sirve a la ciudad de Nantou. Su nombre es una transliteration de la palabra hoanya Ramtau con su primer carácter (en chino: 南; "del sur") escogido para complementar que Beitou es (en chino: 北; "del norte"), un distrito en Taipéi, incluso aun así no hay ninguna relación entre los nombres aborígenes.

## Historia

### Dinastía Qing
Los chinos Han comenzaron a llegar a la zona durante el reinado del emperador Qianlong de la dinastía Qing. Los miembros del clan Zhang de Zhangzhou, así como los clanes Jian (簡), Lin y Xiao del condado de Nanjing en Zhangzhou, fueron algunos de los primeros pobladores. Un yamen se estableció en 1759 cerca de la actual escuela primaria de Nantou. En 1898, se organizó la Comandancia de Nantou.

### Imperio del Japón
En 1901, durante el gobierno japonés, Nanto Chō (南投廳) fue una de las veinte oficinas administrativas locales establecidas. En 1909, parte de Toroku Chō (斗六廳) se fusionó con Nanto Chō. En 1920, la ciudad de Nantō fue gobernada bajo el distrito de Nantō, prefectura de Taichū.

### República de China
Después de la entrega a la República de China, el condado de Nantou se organizó fuera del condado de Taichung en 1950 y, en octubre del mismo año, se organizó el municipio de Nantou con el gobierno del condado sentado en él. El 1 de julio de 1957, el gobierno provincial de Taiwán se mudó a la nueva villa de Zhongxing, haciendo de Nantou la ubicación del gobierno provincial. El 25 de diciembre de 1981, Nantou se convirtió en una ciudad-condado del municipio urbano anterior.  Debido a su ubicación a lo largo de la falla de Chelungpu, Nantou se vio fuertemente afectado por el terremoto de Chichi de 1999: 92 personas murieron y más de 1,000 edificios resultaron dañados.

## Economía
La economía de la ciudad de Nantou se basa en la agricultura, el turismo y la manufactura. En 1965, se construyó la Zona Industrial de Nangang (南崗工業區) para equilibrar el desarrollo económico e industrial regional.

## Divisiones administrativas
Longquan, Kangshou, Sanmin, Renhe, Nantou, Zhangren, Chongwen, Sanxing, Sanhe, Jiaxing, Jiahe, Pinghe, Zhenxing, Qianqiu, Jungong, Tungshan, Yingnan, Yingbei, Neixing, Neixin, Guanghui, Guangrong, Guangming, Guanghua, Zhangxing, Zhanghe, Pingshan, Xinxing, Yongfeng, Fuxing, Fengshan, Yongxing, Fengming y el pueblo de Fushan.